# Aulolaimoides lutarius
Aulolaimoides lutarius är en rundmaskart som beskrevs av Gaseco, Ferris, Ferris 1975. Aulolaimoides lutarius ingår i släktet Aulolaimoides och familjen Tylencholaimellidae. Inga underarter finns listade i Catalogue of Life.